# Jean Martinon

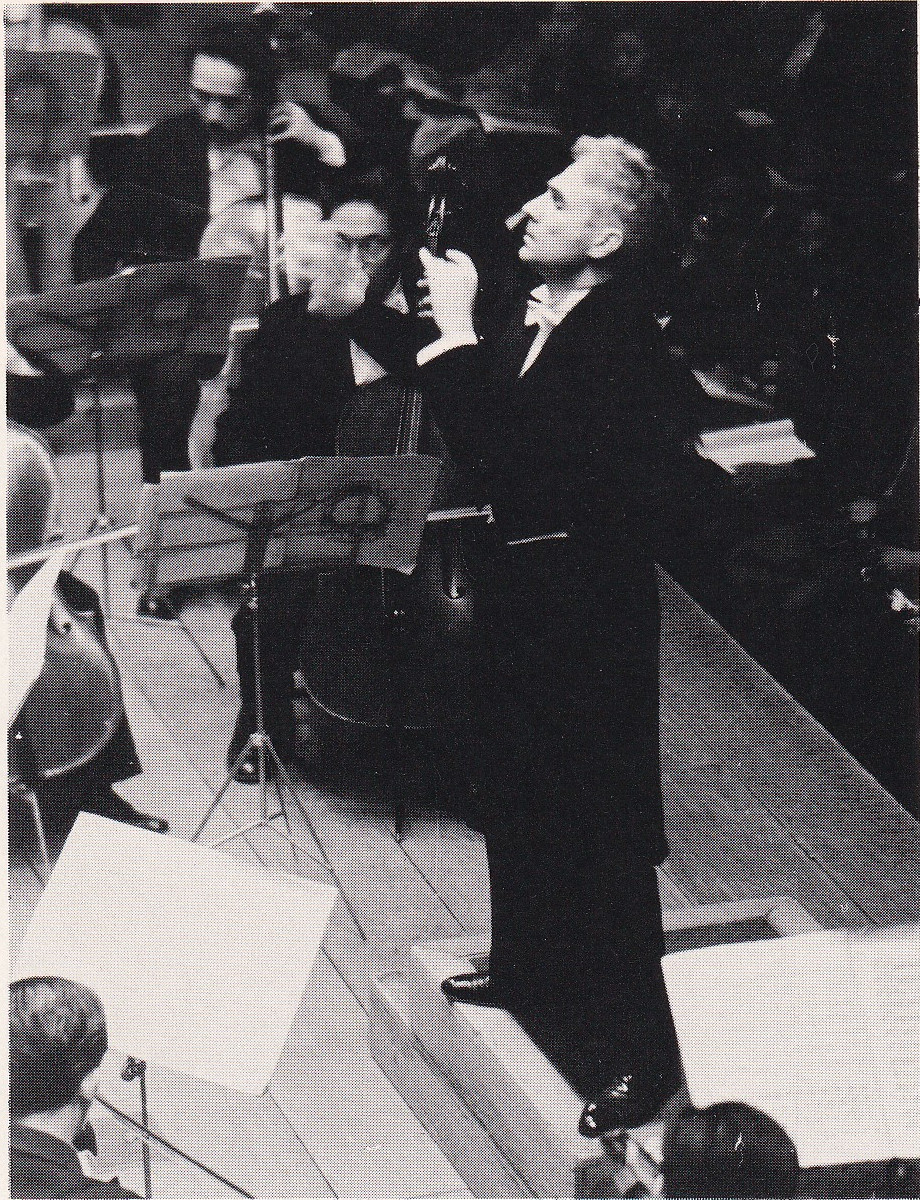
Jean Martinon in 1953

Jean Martinon (Lyon, 10 januari 1910 – Parijs, 1 maart 1976) was een Franse dirigent en componist van klassieke muziek.

## Biografie
Jean Martinon is in Lyon geboren en studeerde aan het Conservatoire de Paris. Daar had hij les van Albert Roussel (compositie), Charles Münch en Roger Désormière (orkestdirectie), Vincent d'Indy (harmonieleer) en Jules Boucherit (viool). Hij studeerde in 1928 af en won de eerste prijs voor vioolspel. Tot de Tweede Wereldoorlog profileerde hij zich als componist. Uit die tijd stammen de Symphoniette voor piano, slagwerk en strijkers en de Symfonie nr. 1 (1936).
Hij deed gedurende de Tweede Wereldoorlog dienst in het Franse leger en werd in 1940 gevangengenomen door de Duitse bezetters. Hij verbleef twee jaar in een interneringskamp. Na de oorlog was Martinon dirigent van het prestigieuze orkest van het Parijse conservatorium: het Orchestre de la Société des Concerts du Conservatoire en van 1943 tot 1945 van het filharmonisch orkest van Bordeaux. Gastdirigentschap werd zijn grootste bezigheid en hij werd veel gevraagd zodat de tijd die hij kon besteden aan componeren afnam. In 1948 voltooide hij zijn ‘Ierse Symfonie’ en later zijn opera Hécube (1949-1954).
Hij was als opvolger van Fritz Reiner, van 1963 tot 1968 eerste dirigent van het Chicago Symphony Orchestra. Gedurende deze vijf seizoenen ondervond hij veel moeilijkheden omdat hij veel moderne muziek uitvoerde, in tegenstelling tot zijn voorgangers. Zijn toenmalige opnames op het platenlabel RCA omvatten voornamelijk moderne muziek. Martinon was ook geassocieerd met het London Philharmonic Orchestra, het Radio Éireann Symphony Orchestra en de Concerts Lamoureux. In 1968 stapte hij over naar het Frans Nationaal Radio-orkest, waar hij voor de labels Erato en EMI veel muziek opnam die tot het Franse standaardrepertoire behoort (Debussy, Berlioz, Ravel). Ook vergat hij minder bekende componisten als Gabriel Pierné, Albert Roussel en Paul Dukas niet. Hij nam als eerste alle symfonieën van Camille Saint-Saëns op.
Martinon bleef componeren en voltooide onder meer een 2de vioolconcert in 1960, een celloconcert in 1964 en een 4de symfonie (‘Altitudes’) in 1965. Hij werd in 1974 benoemd tot chef-dirigent van het Residentie Orkest in Den Haag als opvolger van Willem van Otterloo. In de jaren 1970 werd bij Martinon botkanker ontdekt; hij overleed in 1976.

## Composities
In zijn composities is de invloed te herkennen van componisten als Prokofjev en Bartók. Expressionisme en de Franse vorm van muzikaal neoclassicisme zijn aanwezig. Ook de motorische ritmes van zijn leraar Albert Roussel horen we terug. Martinon was terughoudend met het opnemen van zijn eigen muziek. Slechts de 2de en de 4e symfonie werden op lp uitgebracht, in 2015 verscheen de 4de symfonie op cd in de boxset Jean Martinon : The Complete Recordings (RCA Red seal).Het 2de vioolconcert werd opgenomen door violist Henryk Szeryng met het Symfonie-Orchesterdes Bayerischen Rundfunk o.l.v. Rafael Kubelik ( Deutsche Grammophon ( opname december 1969 ). Nu verkrijgbaar in de CD-box 'Rafael Kubelik : Complete recordings on Deutsche Grammophon .
- Bibsys: 1075938
- Biblioteca Nacional de España: XX860049
- Bibliothèque nationale de France: cb138971552 (data)
- CiNii: DA09466786
- Gemeinsame Normdatei: 10381714X
- International Standard Name Identifier: 0000 0001 0863 4452
- Library of Congress Control Number: n82217184
- Nationale Bibliotheek van Letland: 000306012
- Base Léonore: 19800035/1367/58015
- MusicBrainz: 89593361-7c0a-45fa-9301-d04f19d32c17
- Nationale Bibliotheek van Tsjechië: xx0079402
- Nationale bibliotheek van Australië: 35269882
- Nationale Bibliotheek van Israël: 987007309892705171
- Nationale en Universitaire bibliotheek Zagreb: 000144609
- Nederlandse Thesaurus van Auteursnamen: 070351511
- Réseau des bibliothèques de Suisse occidentale: 02-A003567761
- LIBRIS: 303979
- SNAC: w66w9j31
- Système universitaire de documentation: 080491162
- Trove: 890910
- Virtual International Authority File: 2656922
- WorldCat: E39PBJpYqhtgvphvHxgcrVmjmd